# John Joseph Kennedy
John Joseph Kennedy (Dublino, 15 luglio 1968) è un arcivescovo cattolico e teologo irlandese, dal 5 giugno 2022 segretario per la sezione disciplinare del Dicastero per la dottrina della fede e dal 29 luglio 2024 arcivescovo titolare di Ossero.

## Biografia
Dopo aver compiuto gli studi in seminario, è stato ordinato presbitero il 13 luglio 1993 dal'arcivescovo di Dublino e futuro cardinale Desmond Connell. Successivamente ha conseguito il dottorato in diritto canonico presso la Pontificia Università Gregoriana di Roma.
Dal 2003 è entrato a far parte della Congregazione per la dottrina della fede, in qualità di officiale.
Il 4 aprile 2017 papa Francesco lo ha nominato capo ufficio della sezione disciplinare della Congregazione per la dottrina della fede, con il ruolo di occuparsi delle denunce di abusi sessuali da parte del clero; in particolare nel 2019 ha segnalato l'arrivo della cifra record di 1000 denunce giunte da tutto il mondo al dicastero.
Il 23 aprile 2022 è stato promosso segretario per la sezione disciplinare del medesimo istituto.
Il 29 luglio 2024 papa Francesco lo ha nominato vescovo titolare di Ossero conferendogli il titolo personale di arcivescovo.
Ha ricevuto l'ordinazione episcopale il 28 settembre seguente nella basilica di San Pietro per imposizione delle mani del cardinale Víctor Manuel Fernández.

## Genealogia episcopale
La genealogia episcopale è:
- Cardinale Scipione Rebiba
- Cardinale Giulio Antonio Santori
- Cardinale Girolamo Bernerio, O.P.
- Arcivescovo Galeazzo Sanvitale
- Cardinale Ludovico Ludovisi
- Cardinale Luigi Caetani
- Cardinale Ulderico Carpegna
- Cardinale Paluzzo Paluzzi Altieri degli Albertoni
- Papa Benedetto XIII
- Papa Benedetto XIV
- Papa Clemente XIII
- Cardinale Bernardino Giraud
- Cardinale Alessandro Mattei
- Cardinale Pietro Francesco Galleffi
- Cardinale Giacomo Filippo Fransoni
- Cardinale Carlo Sacconi
- Cardinale Edward Henry Howard
- Cardinale Mariano Rampolla del Tindaro
- Cardinale Antonio Vico
- Arcivescovo Filippo Cortesi
- Arcivescovo Zenobio Lorenzo Guilland
- Vescovo Anunciado Serafini
- Cardinale Antonio Quarracino
- Papa Francesco
- Cardinale Mario Aurelio Poli
- Cardinale Víctor Manuel Fernández
- Arcivescovo John Joseph Kennedy